# 胜棋楼
胜棋楼位于中国江苏省南京市建邺区莫愁湖公园内、莫愁湖畔，五间两层，硬山顶，始建于明洪武初年，清同治十年（1871）曾国藩主持重修，登楼可俯瞰湖景。此楼传为明太祖朱元璋与大将徐达弈棋之处，徐达棋艺超人但屡下皆输，朱元璋命其释虑再下，结局时棋子竟摆成“万岁”二字，朱元璋遂将楼和湖赐予徐达，成为其府邸私园。